# سيمون جريفيث
سيمون جريفيث (بالإنجليزية: Simone Griffeth)‏ هي ممثلة أمريكية، ولدت في 4 أبريل 1950 بسافانا في الولايات المتحدة.

## وصلات خارجية
- سيمون جريفيث على موقع IMDb (الإنجليزية)
- سيمون جريفيث على موقع تيرنر كلاسيك موفيز (الإنجليزية)
- سيمون جريفيث على موقع أول موفي (الإنجليزية)
- سيمون جريفيث على موقع قاعدة بيانات الفيلم (الإنجليزية)